# دم‌خاری‌های دارخزکی
دم‌خاری‌های دارخزکی (نام علمی: Certhiaxis)، سرده‌ای از پرندگان نوگرمسیری از خانواده پرندگان تنورمرغان (Furnariidae) است.
این سرده دارای دو گونه است:
| تصویر | نام علمی               | نام رایج        | پراکنش                                                                                             |
| ----- | ---------------------- | --------------- | -------------------------------------------------------------------------------------------------- |
|       | Certhiaxis mustelinus  | دم‌خاری سرخ‌وسفید | حوضه آمازون برزیل و پرو؛ همچنین مرز جنوبی رودخانه آمازون کلمبیا و سرچشمه رودخانه مادیرا در بولیوی. |
|       | Certhiaxis cinnamomeus | دم‌خاری چانه‌زرد  | ترینیداد و کلمبیا از جنوب به آرژانتین و اروگوئه                                                    |